# Spytek Wawrzyniec Jordan (zm. 1596)
Spytek Wawrzyniec Jordan herbu Trąby (zm. w lipcu 1596 roku) – stolnik krakowski w latach 1584–1596, starosta sądecki w latach 1584-1590, starosta wojnicki w latach 1582–1584, rotmistrz królewski w 1583 roku.
Poseł na sejm 1582 roku z księstw oświęcimskiego i zatorskiego. 
W 1587 roku podpisał elekcję Maksymiliana III Habsburga.